# Toronto Blue Jays
I Toronto Blue Jays sono una delle squadre professionistiche di baseball della Major League Baseball (MLB), con sede a Toronto, Ontario, Canada. Sono l'unica squadra canadese della lega e sono membri della East Division della American League. Il nome "Blue Jays" deriva dalla ghiandaia azzurra, col blu che è anche il colore tradizionale delle altre squadre professionistiche di Toronto: i Maple Leafs (hockey su ghiaccio) e gli Argonauts (football canadese). Inoltre, la squadra era in origine posseduta dalla Labatt Brewing Company, produttore di una nota marca di birra di nome Labatt's Blue. Soprannominata colloquialmente "Jays", i colori ufficiali della squadra sono il blu reale, il blu marino, il rosso e il bianco. Nato come franchigia di espansione, i club fu fondato a Toronto nel 1977. In origine disputava le sue gare interne all'Exhibition Stadium, fino al trasferimento allo SkyDome, alla sua apertura nel 1989. A partire dal 2000, i Blue Jays sono posseduti dalla Rogers Communications e nel 2004 lo SkyDome è stato acquistato da quella compagnia, venendo rinominato Rogers Centre. I Blue Jays sono stati la seconda franchigia della MLB al di fuori degli Stati Uniti e sono rimasti l'unica, dopo che la prima squadra canadese, i Montreal Expos, fu trasferita a Washington nella stagione 2004, diventando i Washington Nationals.
Tra il finire degli anni settanta e l'inizio degli anni ottanta, i Blue Jays attraversarono i problemi tipici delle nuove franchigie, finendo spesso all'ultimo posto della propria division. Nel 1983, la squadra ebbe per la prima volta un saldo positivo di vittorie e due anni dopo vinse il primo titolo di division. Nel periodo 1985–1993 fu una forza dominante nella AL East, vincendo cinque titoli di division in nove stagioni, di cui tre consecutivi. In quegli anni, il club vinse due World Series consecutive nel 1992 e 1993, guidata da giocatori come gli Hall of Famer Roberto Alomar, Joe Carter, John Olerud e Devon White. I Blue Jays divennero la prima (e sinora unica) squadra al di fuori degli Stati Uniti a qualificarsi, e a vincere, le World Series, la più veloce squadra di espansione della AL a riuscirvi, alla sua sedicesima stagione. Dopo il 1993, Blue Jays non si qualificarono ai playoff per le successive 21 stagioni, fino a quando tornarono a vincere la division nel 2015.
I Blue Jays sono una delle due squadre della MLB di proprietà di una corporation, assieme agli Atlanta Braves (Liberty Media).

## Storia

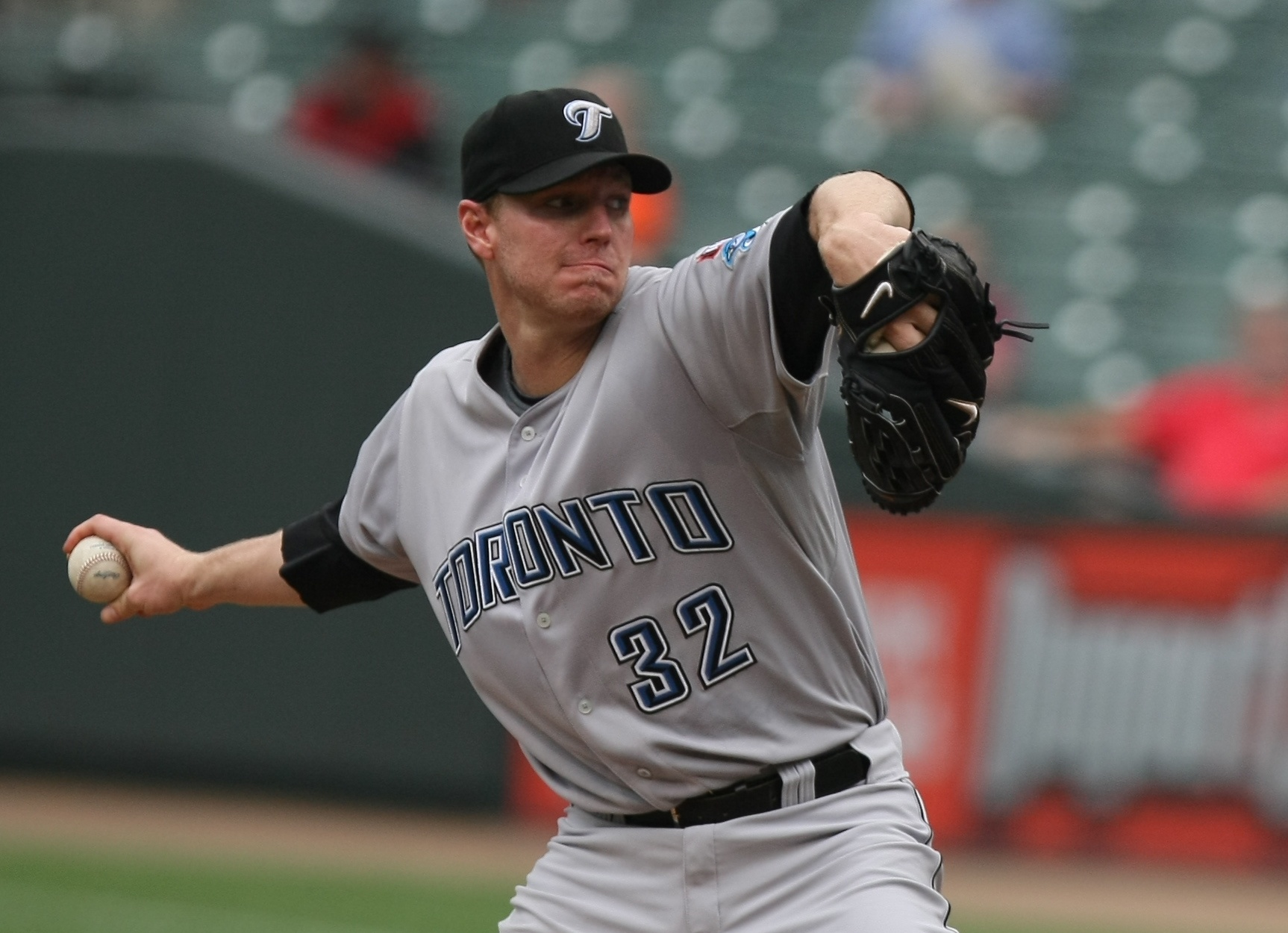
Roy Halladay con la maglia dei Blue Jays nel suo ultimo anno con la squadra canadese nel 2009.

### Gli anni 80
La squadra fu fondata nel 1977. Nella prima partita della stagione di debutto, il 7 aprile 1977, affrontarono la squadra americana dei Chicago White Sox vincendo 9-5. Chiusero la stagione con 54 vittorie e 107 sconfitte che li collocarono all'ultimo posto della divisione.
Nella stagione successiva migliorarono il proprio record arrivando a 59 vittorie mentre nel 1979 terminarono con 53 vittorie, vincendo il loro primo riconoscimento che fu consegnato ad Alfredo Griffin come Rookie of the Year.
Nel 1980, con il nuovo manager Bobby Mattick, la squadra ottenne il proprio record con 67 vittorie. Nel 1981 dopo lo sciopero dei giocatori la stagione fu accorciata e i Blue Jays chiusero con un record di 21-27.
Successivamente, negli anni ottanta i Blue Jays, collezionarono stagioni positive con record di 89-73 nel 1983, 99-62 nel 1985 arrivando nei playoff fino alle finali per l'accesso alle World Series e nel 1987 dove vinsero 96 partite, con George Bell che fu premiato come MVP dell'American League.
Precedentemente nel 1986 la squadra non aveva chiuso la stagione in positivo ma aveva avuto un approccio offensivo soprattutto di Jesse Barfield che mise a segno 40 fuoricampo e di George Bell che ne mise a referto 30.

### Gli anni '90 e 2000

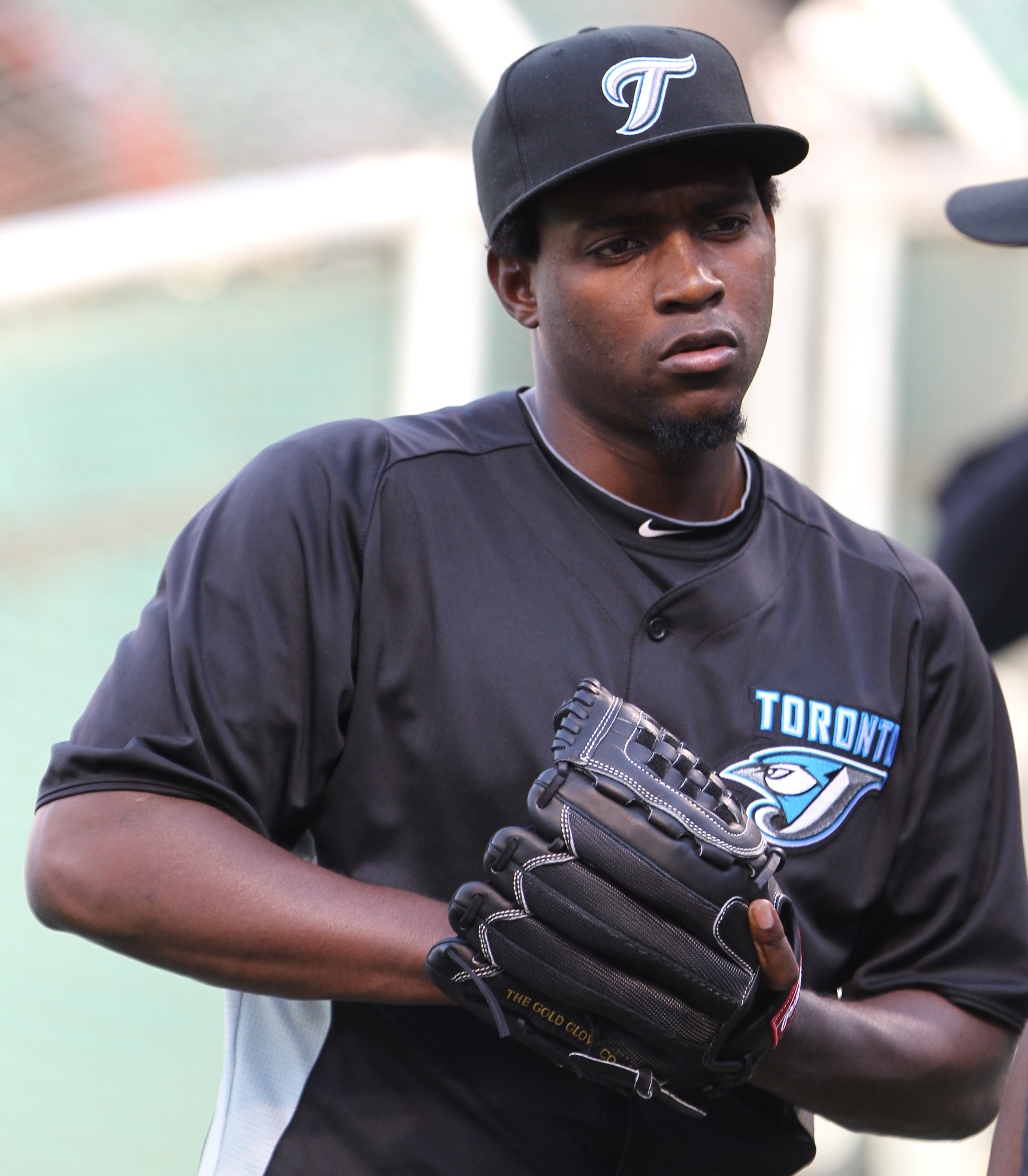
Joel Carreno ha militato con Toronto nella stagione 2011

Dopo 89, 86 e 91 vittorie dal 1989 al 1991, la squadra nel 1992 chiuse con un record stagionale di 96–66 e vinse le World Series grazie al battitore Dave Winfield, al lanciatore Jack Morris ed in finale soprattutto all'apporto di Pat Borders che fu nominato miglior giocatore. Nel 1993 ci fu il secondo titolo consecutivo, con un record nella stagione regolare di 95–67.

## Giocatori importanti

### Membri della Baseball Hall of Fame
Roberto Alomar è l'unico giocatore riprodotto nella Baseball Hall of Fame con l'uniforme dei Blue Jays.
| Hall of Famer dei Toronto Blue Jays |      |
| Giocatore                           | Anno |
| Roberto Alomar                      | 2011 |
| Bobby Cox                           | 2014 |
| Pat Gillick                         | 2011 |
| Rickey Henderson                    | 2009 |
| Paul Molitor                        | 2004 |
| Jack Morris                         | 2018 |
| Phil Niekro                         | 1997 |
| Frank Thomas                        | 2014 |
| Dave Winfield                       | 2001 |

### Numeri ritirati
L'unico numero ritirato dai Blue Jays è il 12 di Roberto Alomar, poco dopo la sua introduzione nella Hall of Fame. Inoltre, il numero 42 di Jackie Robinson è stato ritirato per tutta la MLB nel 1997.
| Roy Halladay P Ritirato nel 29 aprile 2018 | Jackie Robinson ALL MLB Ritirato nel 15 aprile 1997 |

## Affiliate nella Minor League
| Livello | Team                      | League                  | Luogo                                  |
| ------- | ------------------------- | ----------------------- | -------------------------------------- |
| AAA     | Buffalo Bisons            | Triple-A East           | Buffalo, New York                      |
| AA      | New Hampshire Fisher Cats | Double-A Northeast      | Manchester, New Hampshire              |
| A+      | Vancouver Canadians       | High-A West             | Vancouver, Columbia Britannica, Canada |
| A-      | Dunedin Blue Jays         | Low-A Southeast         | Dunedin, Florida                       |
| Rookie  | GCL Blue Jays             | Gulf Coast League       | Dunedin, Florida                       |
| Rookie  | DSL Blue Jays             | Dominican Summer League | Boca Chica, Repubblica Dominicana      |
| Rookie  | DSL Brewers/Blue Jays     | Dominican Summer League | Boca Chica, Repubblica Dominicana      |